# WTA Tour 2015
El WTA Tour 2015 és el circuit de tennis professional femení de l'any 2015 organitzat per la WTA. La temporada inclou un total de 59 torneigs dividits en Grand Slams (organitzats per la ITF), torneigs WTA Premier, torneigs WTA International, el WTA Elite Trophy i el WTA Finals. Els torneigs es disputen entre el 5 de gener i el 8 de novembre de 2015.

## Calendari
Taula amb el calendari complet dels torneigs que pertanyen a la temporada 2015 de la WTA Tour. També s'inclouen les vencedores i les finalistes dels quadres individuals i dobles de cada torneig.
| Llegenda                 |
| ------------------------ |
| Grand Slam               |
| Year-end championships   |
| WTA Premier Mandatory    |
| WTA Premier 5            |
| WTA Premier              |
| WTA International        |
| Esdeveniments per equips |

| Data d'inici   | Torneig                        | Superfície       | Guanyadora/es                                    | Finalista/es                                     |
| -------------- | ------------------------------ | ---------------- | ------------------------------------------------ | ------------------------------------------------ |
| 5 de gener     | Copa Hopman                    | Dura (i)         | Polònia: Agnieszka Radwańska / Jerzy Janowicz    | Estats Units: Serena Williams / John Isner       |
| 5 de gener     | Brisbane                       | Dura             | Maria Xaràpova                                   | Ana Ivanović                                     |
| 5 de gener     | Brisbane                       | Dura             | Martina Hingis / Sabine Lisicki                  | Caroline Garcia / Katarina Srebotnik             |
| 5 de gener     | Shenzhen                       | Dura             | Simona Halep                                     | Timea Bacsinszky                                 |
| 5 de gener     | Shenzhen                       | Dura             | Liudmila Kitxenok / Nadiia Kitxenok              | Liang Chen / Wang Yafan                          |
| 5 de gener     | Auckland                       | Dura             | Venus Williams                                   | Caroline Wozniacki                               |
| 5 de gener     | Auckland                       | Dura             | Sara Errani / Roberta Vinci                      | Shuko Aoyama / Renata Voráčová                   |
| 12 de gener    | Sydney                         | Dura             | Petra Kvitová                                    | Karolína Plíšková                                |
| 12 de gener    | Sydney                         | Dura             | Bethanie Mattek-Sands / Sania Mirza              | Raquel Kops-Jones / Abigail Spears               |
| 12 de gener    | Hobart                         | Dura             | Heather Watson                                   | Madison Brengle                                  |
| 12 de gener    | Hobart                         | Dura             | Kiki Bertens / Johanna Larsson                   | Vitalia Diatchenko / Monica Niculescu            |
| 19 de gener    | Open d'Austràlia               | Dura             | Serena Williams                                  | Maria Xaràpova                                   |
| 19 de gener    | Open d'Austràlia               | Dura             | Bethanie Mattek-Sands / Lucie Šafářová           | Chan Yung-Jan / Zheng Jie                        |
| 19 de gener    | Open d'Austràlia               | Dura             | Martina Hingis / Leander Paes                    | Kristina Mladenovic / Daniel Nestor              |
| 2 de febrer    | Copa Federació (Primera ronda) |                  | Txèquia · França · Rússia · Alemanya             | Canadà · Itàlia · Polònia · Austràlia            |
| 9 de febrer    | Anvers                         | Dura             | Andrea Petkovic                                  | Carla Suárez Navarro                             |
| 9 de febrer    | Anvers                         | Dura             | Anabel Medina Garrigues / Arantxa Parra Santonja | An-Sophie Mestach / Alison Van Uytvanck          |
| 9 de febrer    | Pattaya                        | Dura             | Daniela Hantuchová                               | Ajla Tomljanović                                 |
| 9 de febrer    | Pattaya                        | Dura             | Chan Hao-Ching / Chan Yung-Jan                   | Shuko Aoyama / Tamarine Tanasugarn               |
| 16 de febrer   | Dubai                          | Dura             | Simona Halep                                     | Karolína Plíšková                                |
| 16 de febrer   | Dubai                          | Dura             | Timea Babos / Kristina Mladenovic                | Garbiñe Muguruza / Carla Suárez Navarro          |
| 16 de febrer   | Rio de Janeiro                 | Terra batuda     | Sara Errani                                      | Anna Karolína Schmiedlová                        |
| 16 de febrer   | Rio de Janeiro                 | Terra batuda     | Ysaline Bonaventure / Rebecca Peterson           | Irina-Camelia Begu / María Irigoyen              |
| 23 de febrer   | Doha                           | Dura             | Lucie Šafářová                                   | Viktória Azàrenka                                |
| 23 de febrer   | Doha                           | Dura             | Raquel Kops-Jones / Abigail Spears               | Hsieh Su-Wei / Sania Mirza                       |
| 23 de febrer   | Acapulco                       | Dura             | Timea Bacsinszky                                 | Caroline Garcia                                  |
| 23 de febrer   | Acapulco                       | Dura             | Lara Arruabarrena / María Teresa Torró Flor      | Andrea Hlaváčková / Lucie Hradecká               |
| 2 de març      | Monterrey                      | Dura             | Timea Bacsinszky                                 | Caroline Garcia                                  |
| 2 de març      | Monterrey                      | Dura             | Gabriela Dabrowski / Alicja Rosolska             | Anastassia Rodiónova / Arina Rodionova           |
| 2 de març      | Kuala Lumpur                   | Dura             | Caroline Wozniacki                               | Alexandra Dulgheru                               |
| 2 de març      | Kuala Lumpur                   | Dura             | Liang Chen / Wang Yafan                          | Iulia Bèihelzimer / Olha Savtxuk                 |
| 9 de març      | Indian Wells                   | Dura             | Simona Halep                                     | Jelena Janković                                  |
| 9 de març      | Indian Wells                   | Dura             | Martina Hingis / Sania Mirza                     | Iekaterina Makàrova / Ielena Vesninà             |
| 23 de març     | Miami                          | Dura             | Serena Williams                                  | Carla Suárez Navarro                             |
| 23 de març     | Miami                          | Dura             | Martina Hingis / Sania Mirza                     | Iekaterina Makàrova / Ielena Vesninà             |
| 6 d'abril      | Charleston                     | Terra batuda     | Angelique Kerber                                 | Madison Keys                                     |
| 6 d'abril      | Charleston                     | Terra batuda     | Martina Hingis / Sania Mirza                     | Casey Dellacqua / Darija Jurak                   |
| 6 d'abril      | Katowice                       | Dura (i)         | Anna Karolína Schmiedlová                        | Camila Giorgi                                    |
| 6 d'abril      | Katowice                       | Dura (i)         | Ysaline Bonaventure / Demi Schuurs               | Gioia Barbieri / Karin Knapp                     |
| 13 d'abril     | Copa Federació (Semifinals)    |                  | Txèquia · Rússia                                 | França · Alemanya                                |
| 13 d'abril     | Bogotà                         | Terra batuda     | Teliana Pereira                                  | Iaroslava Xvédova                                |
| 13 d'abril     | Bogotà                         | Terra batuda     | Paula Cristina Gonçalves / Beatriz Haddad Maia   | Irina Falconi / Shelby Rogers                    |
| 20 d'abril     | Stuttgart                      | Terra batuda (i) | Angelique Kerber                                 | Caroline Wozniacki                               |
| 20 d'abril     | Stuttgart                      | Terra batuda (i) | Bethanie Mattek-Sands / Lucie Šafářová           | Caroline Garcia / Katarina Srebotnik             |
| 27 d'abril     | Marràqueix                     | Terra batuda     | Elina Svitolina                                  | Tímea Babos                                      |
| 27 d'abril     | Marràqueix                     | Terra batuda     | Tímea Babos / Kristina Mladenovic                | Laura Siegemund / Marina Zanevska                |
| 27 d'abril     | Praga                          | Terra batuda     | Karolína Plíšková                                | Lucie Hradecká                                   |
| 27 d'abril     | Praga                          | Terra batuda     | Belinda Bencic / Kateřina Siniaková              | Katerina Bondarenko / Eva Hrdinová               |
| 4 de maig      | Madrid                         | Terra batuda     | Petra Kvitová                                    | Svetlana Kuznetsova                              |
| 4 de maig      | Madrid                         | Terra batuda     | Casey Dellacqua / Iaroslava Xvédova              | Garbiñe Muguruza / Carla Suárez Navarro          |
| 11 de maig     | Roma                           | Terra batuda     | Maria Xaràpova                                   | Carla Suárez Navarro                             |
| 11 de maig     | Roma                           | Terra batuda     | Tímea Babos / Kristina Mladenovic                | Martina Hingis / Sania Mirza                     |
| 18 de maig     | Nuremberg                      | Terra batuda     | Karin Knapp                                      | Roberta Vinci                                    |
| 18 de maig     | Nuremberg                      | Terra batuda     | Chan Hao-ching / Anabel Medina Garrigues         | Lara Arruabarrena / Raluca Olaru                 |
| 18 de maig     | Estrasburg                     | Terra batuda     | Samantha Stosur                                  | Kristina Mladenovic                              |
| 18 de maig     | Estrasburg                     | Terra batuda     | Chuang Chia-jung / Liang Chen                    | Nadia Kitxenok / Zheng Saisai                    |
| 25 de maig     | Roland Garros                  | Terra batuda     | Serena Williams                                  | Lucie Šafářová                                   |
| 25 de maig     | Roland Garros                  | Terra batuda     | Bethanie Mattek-Sands / Lucie Šafářová           | Casey Dellacqua / Iaroslava Xvédova              |
| 25 de maig     | Roland Garros                  | Terra batuda     | Bethanie Mattek-Sands / Mike Bryan               | Lucie Hradecka / Marcin Matkowski                |
| 8 de juny      | Nottingham                     | Gespa            | Ana Konjuh                                       | Monica Niculescu                                 |
| 8 de juny      | Nottingham                     | Gespa            | Raquel Kops-Jones / Abigail Spears               | Jocelyn Rae / Anna Smith                         |
| 8 de juny      | 's-Hertogenbosch               | Gespa            | Camila Giorgi                                    | Belinda Bencic                                   |
| 8 de juny      | 's-Hertogenbosch               | Gespa            | Asia Muhammad / Laura Siegemund                  | Jelena Janković / Anastassia Pavliutxénkova      |
| 15 de juny     | Birmingham                     | Gespa            | Angelique Kerber                                 | Karolína Plíšková                                |
| 15 de juny     | Birmingham                     | Gespa            | Garbiñe Muguruza / Carla Suárez Navarro          | Andrea Hlaváčková / Lucie Hradecká               |
| 22 de juny     | Eastbourne                     | Gespa            | Belinda Bencic                                   | Agnieszka Radwańska                              |
| 22 de juny     | Eastbourne                     | Gespa            | Caroline Garcia / Katarina Srebotnik             | Chan Yung-jan / Zheng Jie                        |
| 29 de juny     | Wimbledon                      | Gespa            | Serena Williams                                  | Garbiñe Muguruza                                 |
| 29 de juny     | Wimbledon                      | Gespa            | Martina Hingis / Sania Mirza                     | Iekaterina Makàrova / Ielena Vesninà             |
| 29 de juny     | Wimbledon                      | Gespa            | Martina Hingis / Leander Paes                    | Timea Babos / Alexander Peya                     |
| 13 de juliol   | Bastad                         | Terra batuda     | Johanna Larsson                                  | Mona Barthel                                     |
| 13 de juliol   | Bastad                         | Terra batuda     | Kiki Bertens / Johanna Larsson                   | Tatjana Maria / Olha Savtxuk                     |
| 13 de juliol   | Bucarest                       | Terra batuda     | Anna Karolína Schmiedlová                        | Sara Errani                                      |
| 13 de juliol   | Bucarest                       | Terra batuda     | Oksana Kalàixnikova / Demi Schuurs               | Andreea Mitu / Patricia Maria Țig                |
| 20 de juliol   | Bad Gastein                    | Terra batuda     | Samantha Stosur                                  | Karin Knapp                                      |
| 20 de juliol   | Bad Gastein                    | Terra batuda     | Danka Kovinić / Stephanie Vogt                   | Lara Arruabarrena / Lucie Hradecká               |
| 20 de juliol   | Istanbul                       | Dura             | Lesia Tsurenko                                   | Urszula Radwańska                                |
| 20 de juliol   | Istanbul                       | Dura             | Daria Gavrilova / Elina Svitolina                | Çağla Büyükakçay / Jelena Janković               |
| 27 de juliol   | Bakú                           | Dura             | Margarita Gasparyan                              | Margarita Gasparyan                              |
| 27 de juliol   | Bakú                           | Dura             | Margarita Gasparyan / Alexandra Panova           | Vitalia Diatchenko / Olga Savchuk                |
| 27 de juliol   | Florianópolis                  | Dura             | Teliana Pereira                                  | Annika Beck                                      |
| 27 de juliol   | Florianópolis                  | Dura             | Annika Beck / Laura Siegemund                    | María Irigoyen / Paula Kania                     |
| 3 d'agost      | Stanford                       | Dura             | Angelique Kerber                                 | Karolína Plíšková                                |
| 3 d'agost      | Stanford                       | Dura             | Xu Yifan / Zheng Saisai                          | Anabel Medina Garrigues / Arantxa Parra Santonja |
| 3 d'agost      | Washington D.C.                | Dura             | Sloane Stephens                                  | Anastassia Pavliutxénkova                        |
| 3 d'agost      | Washington D.C.                | Dura             | Belinda Bencic / Kristina Mladenovic             | Lara Arruabarrena / Andreja Klepač               |
| 10 d'agost     | Toronto                        | Dura             | Belinda Bencic                                   | Simona Halep                                     |
| 10 d'agost     | Toronto                        | Dura             | Bethanie Mattek-Sands / Lucie Šafářová           | Caroline Garcia / Katarina Srebotnik             |
| 17 d'agost     | Cincinnati                     | Dura             | Serena Williams                                  | Simona Halep                                     |
| 17 d'agost     | Cincinnati                     | Dura             | Chan Hao-ching Chan Yung-jan                     | Casey Dellacqua Iaroslava Xvédova                |
| 24 d'agost     | New Haven                      | Dura             | Petra Kvitová                                    | Lucie Šafářová                                   |
| 24 d'agost     | New Haven                      | Dura             | Julia Görges / Lucie Hradecká                    | Chuang Chia-jung / Liang Chen                    |
| 31 d'agost     | US Open                        | Dura             | Flavia Pennetta                                  | Roberta Vinci                                    |
| 31 d'agost     | US Open                        | Dura             | Martina Hingis / Sania Mirza                     | Casey Dellacqua / Iaroslava Xvédova              |
| 31 d'agost     | US Open                        | Dura             | Martina Hingis / Leander Paes                    | Bethanie Mattek-Sands / Sam Querrey              |
| 14 de setembre | Tòquio                         | Dura             | Yanina Wickmayer                                 | Magda Linette                                    |
| 14 de setembre | Tòquio                         | Dura             | Chan Hao-ching / Chan Yung-jan                   | Misaki Doi / Kurumi Nara                         |
| 14 de setembre | Ciutat del Quebec              | Dura (i)         | Annika Beck                                      | Jeļena Ostapenko                                 |
| 14 de setembre | Ciutat del Quebec              | Dura (i)         | Barbora Krejčíková / An-Sophie Mestach           | María Irigoyen / Paula Kania                     |
| 21 de setembre | Tòquio                         | Dura             | Agnieszka Radwańska                              | Belinda Bencic                                   |
| 21 de setembre | Tòquio                         | Dura             | Garbiñe Muguruza / Carla Suárez Navarro          | Chan Hao-ching / Chan Yung-jan                   |
| 21 de setembre | Seül                           | Dura             | Irina-Camelia Begu                               | Aliaksandra Sasnovich                            |
| 21 de setembre | Seül                           | Dura             | Lara Arruabarrena / Andreja Klepač               | Kiki Bertens / Johanna Larsson                   |
| 21 de setembre | Canton                         | Dura             | Jelena Janković                                  | Denisa Allertová                                 |
| 21 de setembre | Canton                         | Dura             | Martina Hingis / Sania Mirza                     | Xu Shilin / You Xiaodi                           |
| 28 de setembre | Wuhan                          | Dura             | Venus Williams                                   | Garbiñe Muguruza                                 |
| 28 de setembre | Wuhan                          | Dura             | Martina Hingis / Sania Mirza                     | Irina-Camelia Begu / Monica Niculescu            |
| 28 de setembre | Taixkent                       | Dura             | Nao Hibino                                       | Donna Vekić                                      |
| 28 de setembre | Taixkent                       | Dura             | Margarita Gasparyan / Alexandra Panova           | Vera Duixévina / Kateřina Siniaková              |
| 5 d'octubre    | Pequín                         | Dura             | Garbiñe Muguruza                                 | Timea Bacsinszky                                 |
| 5 d'octubre    | Pequín                         | Dura             | Martina Hingis / Sania Mirza                     | Chan Hao-ching / Chan Yung-jan                   |
| 12 d'octubre   | Tientsin                       | Dura             | Agnieszka Radwańska                              | Danka Kovinić                                    |
| 12 d'octubre   | Tientsin                       | Dura             | Xu Yifan / Zheng Saisai                          | Darija Jurak / Nicole Melichar                   |
| 12 d'octubre   | Hong Kong                      | Dura             | Jelena Janković                                  | Angelique Kerber                                 |
| 12 d'octubre   | Hong Kong                      | Dura             | Alizé Cornet / Iaroslava Xvédova                 | Lara Arruabarrena / Andreja Klepač               |
| 12 d'octubre   | Linz                           | Dura (i)         | Anastassia Pavliutxénkova                        | Anna-Lena Friedsam                               |
| 12 d'octubre   | Linz                           | Dura (i)         | Raquel Kops-Jones / Abigail Spears               | Andrea Hlaváčková / Lucie Hradecká               |
| 19 d'octubre   | Moscou                         | Dura (i)         | Svetlana Kuznetsova                              | Anastassia Pavliutxénkova                        |
| 19 d'octubre   | Moscou                         | Dura (i)         | Dària Kassàtkina / Ielena Vesninà                | Irina-Camelia Begu / Monica Niculescu            |
| 19 d'octubre   | Ciutat de Luxemburg            | Dura (i)         | Misaki Doi                                       | Mona Barthel                                     |
| 19 d'octubre   | Ciutat de Luxemburg            | Dura (i)         | Mona Barthel / Laura Siegemund                   | Anabel Medina Garrigues / Arantxa Parra Santonja |
| 26 d'octubre   | Singapur                       | Dura (i)         | Agnieszka Radwańska                              | Petra Kvitová                                    |
| 26 d'octubre   | Singapur                       | Dura (i)         | Martina Hingis / Sania Mirza                     | Carla Suárez Navarro / Garbiñe Muguruza          |
| 2 de novembre  | Zhuhai                         | Dura (i)         | Venus Williams                                   | Karolína Plíšková                                |
| 2 de novembre  | Zhuhai                         | Dura (i)         | Liang Chen / Wang Yafan                          | Anabel Medina Garrigues / Arantxa Parra Santonja |
| 9 de novembre  | Copa Federació (Final)         |                  | Txèquia                                          | Rússia                                           |

## Estadístiques
La següent taula mostra el nombre de títols aconseguits de forma individual (I), dobles (D) i dobles mixtes (X) aconseguits per cada tennista i també per països durant la temporada 2015. Els torneigs estan ordenats segons la seva categoria dins el calendari WTA Tour 2015: Grand Slams, Year-end championships, WTA Premier Tournaments i WTA International Tournaments. L'ordre de les jugadores s'ha establert a partir del nombre total de títols i després segons la quantitat de títols de cada categoria de torneigs.

### Títols per tennista
| Títols | Tennista                  | Grand Slams | Grand Slams | Grand Slams | Year-end championships | Year-end championships | Premier Mandatory | Premier Mandatory | Premier 5 | Premier 5 | Premier | Premier | International | International | Resum | Resum | Resum |
| Títols | Tennista                  | I           | D           | X           | I                      | D                      | I                 | D                 | I         | D         | I       | D       | I             | D             | I     | D     | X     |
| ------ | ------------------------- | ----------- | ----------- | ----------- | ---------------------- | ---------------------- | ----------------- | ----------------- | --------- | --------- | ------- | ------- | ------------- | ------------- | ----- | ----- | ----- |
| 13     | Martina Hingis            |             | ●           | ●           |                        | ●                      |                   | ●                 |           | ●         |         | ●       |               | ●             | 0     | 10    | 3     |
| 10     | Sania Mirza               |             | ●           |             |                        | ●                      |                   | ●                 |           | ●         |         | ●       |               | ●             | 0     | 10    | 0     |
| 6      | Bethanie Mattek-Sands     |             | ●           | ●           |                        |                        |                   |                   |           | ●         |         | ●       |               |               | 0     | 5     | 1     |
| 5      | Serena Williams           | ●           |             |             |                        |                        | ●                 |                   | ●         |           |         |         |               |               | 5     | 0     | 0     |
| 5      | Lucie Šafářová            |             | ●           |             |                        |                        |                   |                   |           | ●         | ●       | ●       |               |               | 1     | 4     | 0     |
| 4      | Kristina Mladenovic       |             |             |             |                        |                        |                   |                   |           | ●         |         |         |               | ●             | 0     | 4     | 0     |
| 4      | Belinda Bencic            |             |             |             |                        |                        |                   |                   | ●         |           | ●       |         |               | ●             | 2     | 2     | 0     |
| 4      | Angelique Kerber          |             |             |             |                        |                        |                   |                   |           |           | ●       |         |               |               | 3     | 0     | 0     |
| 4      | Chan Hao-Ching            |             |             |             |                        |                        |                   |                   |           | ●         |         |         |               | ●             | 0     | 4     | 0     |
| 3      | Venus Williams            |             |             |             | ●                      |                        |                   |                   | ●         |           |         |         | ●             |               | 3     | 0     | 0     |
| 3      | Agnieszka Radwańska       |             |             |             | ●                      |                        |                   |                   |           |           | ●       |         | ●             |               | 3     | 0     | 0     |
| 3      | Liang Chen                |             |             |             |                        | ●                      |                   |                   |           |           |         |         |               | ●             | 0     | 3     | 0     |
| 3      | Simona Halep              |             |             |             |                        |                        | ●                 |                   | ●         |           |         |         | ●             |               | 3     | 0     | 0     |
| 3      | Petra Kvitová             |             |             |             |                        |                        | ●                 |                   |           |           | ●       |         |               |               | 3     | 0     | 0     |
| 3      | Garbiñe Muguruza          |             |             |             |                        |                        | ●                 |                   |           |           |         | ●       |               |               | 1     | 2     | 0     |
| 3      | Timea Babos               |             |             |             |                        |                        |                   |                   |           | ●         |         |         |               | ●             | 0     | 3     | 0     |
| 3      | Chan Yung-Jan             |             |             |             |                        |                        |                   |                   |           | ●         |         |         |               | ●             | 0     | 3     | 0     |
| 3      | Raquel Kops-Jones         |             |             |             |                        |                        |                   |                   |           |           |         | ●       |               | ●             | 0     | 3     | 0     |
| 3      | Abigail Spears            |             |             |             |                        |                        |                   |                   |           |           |         | ●       |               | ●             | 0     | 3     | 0     |
| 3      | Margarita Gasparyan       |             |             |             |                        |                        |                   |                   |           |           |         |         | ●             | ●             | 1     | 2     | 0     |
| 3      | Johanna Larsson           |             |             |             |                        |                        |                   |                   |           |           |         |         | ●             | ●             | 1     | 2     | 0     |
| 3      | Laura Siegemund           |             |             |             |                        |                        |                   |                   |           |           |         |         |               | ●             | 0     | 3     | 0     |
| 2      | Wang Yafan                |             |             |             |                        | ●                      |                   |                   |           |           |         |         |               | ●             | 0     | 1     | 0     |
| 2      | Iaroslava Xvédova         |             |             |             |                        |                        |                   | ●                 |           |           |         |         |               | ●             | 0     | 2     | 0     |
| 2      | Maria Xaràpova            |             |             |             |                        |                        |                   |                   | ●         |           | ●       |         |               |               | 2     | 0     | 0     |
| 2      | Carla Suárez Navarro      |             |             |             |                        |                        |                   |                   |           |           |         | ●       |               |               | 0     | 2     | 0     |
| 2      | Anabel Medina Garrigues   |             |             |             |                        |                        |                   |                   |           |           |         | ●       |               | ●             | 0     | 2     | 0     |
| 2      | Xu Yifan                  |             |             |             |                        |                        |                   |                   |           |           |         | ●       |               | ●             | 0     | 2     | 0     |
| 2      | Zheng Saisai              |             |             |             |                        |                        |                   |                   |           |           |         | ●       |               | ●             | 0     | 2     | 0     |
| 2      | Timea Bacsinszky          |             |             |             |                        |                        |                   |                   |           |           |         |         | ●             |               | 1     | 0     | 0     |
| 2      | Jelena Janković           |             |             |             |                        |                        |                   |                   |           |           |         |         | ●             |               | 2     | 0     | 0     |
| 2      | Teliana Pereira           |             |             |             |                        |                        |                   |                   |           |           |         |         | ●             |               | 2     | 0     | 0     |
| 2      | Anna Karolína Schmiedlová |             |             |             |                        |                        |                   |                   |           |           |         |         | ●             |               | 2     | 0     | 0     |
| 2      | Samantha Stosur           |             |             |             |                        |                        |                   |                   |           |           |         |         | ●             |               | 2     | 0     | 0     |
| 2      | Annika Beck               |             |             |             |                        |                        |                   |                   |           |           |         |         | ●             | ●             | 1     | 1     | 0     |
| 2      | Sara Errani               |             |             |             |                        |                        |                   |                   |           |           |         |         | ●             | ●             | 1     | 1     | 0     |
| 2      | Elina Svitolina           |             |             |             |                        |                        |                   |                   |           |           |         |         | ●             | ●             | 1     | 1     | 0     |
| 2      | Lara Arruabarrena         |             |             |             |                        |                        |                   |                   |           |           |         |         |               | ●             | 0     | 2     | 0     |
| 2      | Kiki Bertens              |             |             |             |                        |                        |                   |                   |           |           |         |         |               | ●             | 0     | 2     | 0     |
| 2      | Ysaline Bonaventure       |             |             |             |                        |                        |                   |                   |           |           |         |         |               | ●             | 0     | 2     | 0     |
| 2      | Alexandra Panova          |             |             |             |                        |                        |                   |                   |           |           |         |         |               | ●             | 0     | 2     | 0     |
| 2      | Demi Schuurs              |             |             |             |                        |                        |                   |                   |           |           |         |         |               | ●             | 0     | 2     | 0     |
| 1      | Flavia Pennetta           | ●           |             |             |                        |                        |                   |                   |           |           |         |         |               |               | 1     | 0     | 0     |
| 1      | Casey Dellacqua           |             |             |             |                        |                        |                   | ●                 |           |           |         |         |               |               | 0     | 1     | 0     |
| 1      | Svetlana Kuznetsova       |             |             |             |                        |                        |                   |                   |           |           | ●       |         |               |               | 1     | 0     | 0     |
| 1      | Andrea Petkovic           |             |             |             |                        |                        |                   |                   |           |           | ●       |         |               |               | 1     | 0     | 0     |
| 1      | Caroline Garcia           |             |             |             |                        |                        |                   |                   |           |           |         | ●       |               |               | 0     | 1     | 0     |
| 1      | Julia Görges              |             |             |             |                        |                        |                   |                   |           |           |         | ●       |               |               | 0     | 1     | 0     |
| 1      | Lucie Hradecká            |             |             |             |                        |                        |                   |                   |           |           |         | ●       |               |               | 0     | 1     | 0     |
| 1      | Dària Kassàtkina          |             |             |             |                        |                        |                   |                   |           |           |         | ●       |               |               | 0     | 1     | 0     |
| 1      | Sabine Lisicki            |             |             |             |                        |                        |                   |                   |           |           |         | ●       |               |               | 0     | 1     | 0     |
| 1      | Arantxa Parra Santonja    |             |             |             |                        |                        |                   |                   |           |           |         | ●       |               |               | 0     | 1     | 0     |
| 1      | Katarina Srebotnik        |             |             |             |                        |                        |                   |                   |           |           |         | ●       |               |               | 0     | 1     | 0     |
| 1      | Ielena Vesninà            |             |             |             |                        |                        |                   |                   |           |           |         | ●       |               |               | 0     | 1     | 0     |
| 1      | Irina-Camelia Begu        |             |             |             |                        |                        |                   |                   |           |           |         |         | ●             |               | 1     | 0     | 0     |
| 1      | Misaki Doi                |             |             |             |                        |                        |                   |                   |           |           |         |         | ●             |               | 1     | 0     | 0     |
| 1      | Camila Giorgi             |             |             |             |                        |                        |                   |                   |           |           |         |         | ●             |               | 1     | 0     | 0     |
| 1      | Daniela Hantuchová        |             |             |             |                        |                        |                   |                   |           |           |         |         | ●             |               | 1     | 0     | 0     |
| 1      | Nao Hibino                |             |             |             |                        |                        |                   |                   |           |           |         |         | ●             |               | 1     | 0     | 0     |
| 1      | Karin Knapp               |             |             |             |                        |                        |                   |                   |           |           |         |         | ●             |               | 1     | 0     | 0     |
| 1      | Ana Konjuh                |             |             |             |                        |                        |                   |                   |           |           |         |         | ●             |               | 1     | 0     | 0     |
| 1      | Anastassia Pavliutxénkova |             |             |             |                        |                        |                   |                   |           |           |         |         | ●             |               | 1     | 0     | 0     |
| 1      | Karolína Plíšková         |             |             |             |                        |                        |                   |                   |           |           |         |         | ●             |               | 1     | 0     | 0     |
| 1      | Sloane Stephens           |             |             |             |                        |                        |                   |                   |           |           |         |         | ●             |               | 1     | 0     | 0     |
| 1      | Lesia Tsurenko            |             |             |             |                        |                        |                   |                   |           |           |         |         | ●             |               | 1     | 0     | 0     |
| 1      | Heather Watson            |             |             |             |                        |                        |                   |                   |           |           |         |         | ●             |               | 1     | 0     | 0     |
| 1      | Yanina Wickmayer          |             |             |             |                        |                        |                   |                   |           |           |         |         | ●             |               | 1     | 0     | 0     |
| 1      | Caroline Wozniacki        |             |             |             |                        |                        |                   |                   |           |           |         |         | ●             |               | 1     | 0     | 0     |
| 1      | Mona Barthel              |             |             |             |                        |                        |                   |                   |           |           |         |         |               | ●             | 0     | 1     | 0     |
| 1      | Chuang Chia-jung          |             |             |             |                        |                        |                   |                   |           |           |         |         |               | ●             | 0     | 1     | 0     |
| 1      | Alizé Cornet              |             |             |             |                        |                        |                   |                   |           |           |         |         |               | ●             | 0     | 1     | 0     |
| 1      | Gabriela Dabrowski        |             |             |             |                        |                        |                   |                   |           |           |         |         |               | ●             | 0     | 1     | 0     |
| 1      | Daria Gavrilova           |             |             |             |                        |                        |                   |                   |           |           |         |         |               | ●             | 0     | 1     | 0     |
| 1      | Paula Cristina Gonçalves  |             |             |             |                        |                        |                   |                   |           |           |         |         |               | ●             | 0     | 1     | 0     |
| 1      | Oksana Kalàixnikova       |             |             |             |                        |                        |                   |                   |           |           |         |         |               | ●             | 0     | 1     | 0     |
| 1      | Liudmila Kitxenok         |             |             |             |                        |                        |                   |                   |           |           |         |         |               | ●             | 0     | 1     | 0     |
| 1      | Nadiia Kitxenok           |             |             |             |                        |                        |                   |                   |           |           |         |         |               | ●             | 0     | 1     | 0     |
| 1      | Andreja Klepač            |             |             |             |                        |                        |                   |                   |           |           |         |         |               | ●             | 0     | 1     | 0     |
| 1      | Danka Kovinić             |             |             |             |                        |                        |                   |                   |           |           |         |         |               | ●             | 0     | 1     | 0     |
| 1      | Barbora Krejčíková        |             |             |             |                        |                        |                   |                   |           |           |         |         |               | ●             | 0     | 1     | 0     |
| 1      | Beatriz Haddad Maia       |             |             |             |                        |                        |                   |                   |           |           |         |         |               | ●             | 0     | 1     | 0     |
| 1      | An-Sophie Mestach         |             |             |             |                        |                        |                   |                   |           |           |         |         |               | ●             | 0     | 1     | 0     |
| 1      | Asia Muhammad             |             |             |             |                        |                        |                   |                   |           |           |         |         |               | ●             | 0     | 1     | 0     |
| 1      | Rebecca Peterson          |             |             |             |                        |                        |                   |                   |           |           |         |         |               | ●             | 0     | 1     | 0     |
| 1      | Alicja Rosolska           |             |             |             |                        |                        |                   |                   |           |           |         |         |               | ●             | 0     | 1     | 0     |
| 1      | Kateřina Siniaková        |             |             |             |                        |                        |                   |                   |           |           |         |         |               | ●             | 0     | 1     | 0     |
| 1      | María Teresa Torró Flor   |             |             |             |                        |                        |                   |                   |           |           |         |         |               | ●             | 0     | 1     | 0     |
| 1      | Roberta Vinci             |             |             |             |                        |                        |                   |                   |           |           |         |         |               | ●             | 0     | 1     | 0     |
| 1      | Stephanie Vogt            |             |             |             |                        |                        |                   |                   |           |           |         |         |               | ●             | 0     | 1     | 0     |

### Títols per estat
| Títols | País                 | Grand Slams | Grand Slams | Grand Slams | Year-end championships | Year-end championships | Premier Mandatory | Premier Mandatory | Premier 5 | Premier 5 | Premier | Premier | International | International | Resum | Resum | Resum |
| Títols | País                 | I           | D           | X           | I                      | D                      | I                 | D                 | I         | D         | I       | D       | I             | D             | I     | D     | X     |
| ------ | -------------------- | ----------- | ----------- | ----------- | ---------------------- | ---------------------- | ----------------- | ----------------- | --------- | --------- | ------- | ------- | ------------- | ------------- | ----- | ----- | ----- |
| 19     | Estats Units         | 3           | 2           | 1           | 1                      |                        | 1                 |                   | 2         | 1         |         | 3       | 2             | 3             | 9     | 9     | 1     |
| 19     | Suïssa               |             | 2           | 3           |                        | 1                      |                   | 3                 | 1         | 1         | 1       | 2       | 2             | 3             | 4     | 12    | 3     |
| 12     | Txèquia              |             | 2           |             |                        |                        | 1                 |                   |           | 1         | 3       | 2       | 1             | 2             | 5     | 7     | 0     |
| 11     | Alemanya             |             |             |             |                        |                        |                   |                   |           |           | 5       | 2       | 1             | 3             | 6     | 5     | 0     |
| 10     | Índia                |             | 2           |             |                        | 1                      |                   | 3                 |           | 1         |         | 2       |               | 1             | 0     | 10    | 0     |
| 7      | Espanya              |             |             |             |                        |                        | 1                 |                   |           |           |         | 3       |               | 3             | 1     | 6     | 0     |
| 6      | França               |             |             |             |                        |                        |                   |                   |           | 2         |         | 1       |               | 3             | 0     | 6     | 0     |
| 5      | Itàlia               | 1           |             |             |                        |                        |                   |                   |           |           |         |         | 3             | 1             | 4     | 1     | 0     |
| 5      | R.P. de la Xina      |             |             |             |                        | 1                      |                   |                   |           |           |         | 1       |               | 3             | 0     | 5     | 0     |
| 5      | República de la Xina |             |             |             |                        |                        |                   |                   |           | 1         |         |         |               | 3             | 0     | 4     | 0     |
| 4      | Polònia              |             |             |             | 1                      |                        |                   |                   |           |           | 1       |         | 1             | 1             | 2     | 1     | 0     |
| 4      | Romania              |             |             |             |                        |                        | 1                 |                   | 1         |           |         |         | 2             |               | 4     | 0     | 0     |
| 4      | Bèlgica              |             |             |             |                        |                        |                   |                   |           |           |         |         | 1             | 3             | 1     | 3     | 0     |
| 4      | Suècia               |             |             |             |                        |                        |                   |                   |           |           |         |         | 1             | 3             | 1     | 3     | 0     |
| 4      | Ucraïna              |             |             |             |                        |                        |                   |                   |           |           |         |         | 1             | 3             | 1     | 3     | 0     |
| 4      | Països Baixos        |             |             |             |                        |                        |                   |                   |           |           |         |         |               | 4             | 0     | 4     | 0     |
| 3      | Austràlia            |             |             |             |                        |                        |                   | 1                 |           |           |         |         | 2             |               | 2     | 1     | 0     |
| 3      | Hongria              |             |             |             |                        |                        |                   |                   |           | 2         |         |         |               | 1             | 0     | 3     | 0     |
| 3      | Eslovàquia           |             |             |             |                        |                        |                   |                   |           |           |         |         | 3             |               | 3     | 0     | 0     |
| 3      | Brasil               |             |             |             |                        |                        |                   |                   |           |           |         |         | 2             | 1             | 2     | 1     | 0     |
| 2      | Kazakhstan           |             |             |             |                        |                        |                   | 1                 |           |           |         |         |               | 1             | 0     | 2     | 0     |
| 2      | Eslovènia            |             |             |             |                        |                        |                   |                   |           |           |         | 1       |               | 1             | 0     | 2     | 0     |
| 2      | Japó                 |             |             |             |                        |                        |                   |                   |           |           |         |         | 2             |               | 2     | 0     | 0     |
| 2      | Sèrbia               |             |             |             |                        |                        |                   |                   |           |           |         |         | 2             |               | 2     | 0     | 0     |
| 1      | Croàcia              |             |             |             |                        |                        |                   |                   |           |           |         |         | 1             |               | 1     | 0     | 0     |
| 1      | Dinamarca            |             |             |             |                        |                        |                   |                   |           |           |         |         | 1             |               | 1     | 0     | 0     |
| 1      | Regne Unit           |             |             |             |                        |                        |                   |                   |           |           |         |         | 1             |               | 1     | 0     | 0     |
| 1      | Canadà               |             |             |             |                        |                        |                   |                   |           |           |         |         |               | 1             | 0     | 1     | 0     |
| 1      | Geòrgia              |             |             |             |                        |                        |                   |                   |           |           |         |         |               | 1             | 0     | 1     | 0     |
| 1      | Liechtenstein        |             |             |             |                        |                        |                   |                   |           |           |         |         |               | 1             | 0     | 1     | 0     |
| 1      | Montenegro           |             |             |             |                        |                        |                   |                   |           |           |         |         |               | 1             | 0     | 1     | 0     |

## Rànquings
Les següents taules indiquen els rànquings de la WTA amb les vint millors tennistes individuals, i les deu millors parelles de la temporada 2015.

### Individual
| Rànquing individual WTA 2015 | Rànquing individual WTA 2015 | Rànquing individual WTA 2015 | Rànquing individual WTA 2015 | Rànquing individual WTA 2015 | Rànquing individual WTA 2015 |
| Pos.                         | Tennista                     | Punts                        | Torneigs                     | Ant.                         | Mov.                         |
| ---------------------------- | ---------------------------- | ---------------------------- | ---------------------------- | ---------------------------- | ---------------------------- |
| 1                            | Serena Williams              | 9.945                        | 16                           | 1                            | =                            |
| 2                            | Simona Halep                 | 6.060                        | 18                           | 3                            | 1                            |
| 3                            | Garbiñe Muguruza             | 5.200                        | 20                           | 21                           | 18                           |
| 4                            | Maria Xaràpova               | 5.011                        | 17                           | 2                            | 2                            |
| 5                            | Agnieszka Radwańska          | 4.500                        | 24                           | 6                            | 1                            |
| 6                            | Petra Kvitová                | 4.220                        | 19                           | 4                            | 2                            |
| 7                            | Venus Williams               | 3.790                        | 18                           | 19                           | 12                           |
| 8                            | Flavia Pennetta              | 3.621                        | 20                           | 13                           | 5                            |
| 9                            | Lucie Šafářová               | 3.590                        | 22                           | 17                           | 8                            |
| 10                           | Angelique Kerber             | 3.590                        | 25                           | 10                           | =                            |
| 11                           | Karolína Plíšková            | 3.285                        | 26                           | 24                           | 13                           |
| 12                           | Timea Bacsinszky             | 3.133                        | 17                           | 48                           | 36                           |
| 13                           | Carla Suárez Navarro         | 3.090                        | 25                           | 18                           | 5                            |
| 14                           | Belinda Bencic               | 2.900                        | 24                           | 33                           | 19                           |
| 15                           | Roberta Vinci                | 2.785                        | 25                           | 49                           | 34                           |
| 16                           | Ana Ivanović                 | 2.645                        | 19                           | 5                            | 11                           |
| 17                           | Caroline Wozniacki           | 2.641                        | 23                           | 8                            | 9                            |
| 18                           | Madison Keys                 | 2.600                        | 19                           | 31                           | 13                           |
| 19                           | Elina Svitolina              | 2.590                        | 25                           | 29                           | 10                           |
| 20                           | Sara Errani                  | 2.525                        | 26                           | 15                           | 5                            |

#### Evolució número 1
| Tennista        | Data inici | Data fi    | Setmanes |
| --------------- | ---------- | ---------- | -------- |
| Serena Williams | Final 2014 | Final 2015 | 52       |

### Dobles
| Rànquing dobles WTA 2015 | Rànquing dobles WTA 2015 | Rànquing dobles WTA 2015 | Rànquing dobles WTA 2015 | Rànquing dobles WTA 2015 | Rànquing dobles WTA 2015 |
| Pos.                     | Tennista                 | Punts                    | Torneigs                 | Ant.                     | Mov.                     |
| ------------------------ | ------------------------ | ------------------------ | ------------------------ | ------------------------ | ------------------------ |
| 1                        | Sania Mirza              | 11.355                   | 22                       | 6                        | 5                        |
| 2                        | Martina Hingis           | 11.355                   | 22                       | 11                       | 9                        |
| 3                        | Bethanie Mattek-Sands    | 7.450                    | 13                       | 268                      | 265                      |
| 4                        | Lucie Šafářová           | 6.866                    | 12                       | 29                       | 25                       |
| 5                        | Casey Dellacqua          | 5.835                    | 17                       | 31                       | 26                       |
| 6                        | Iaroslava Xvédova        | 5.720                    | 13                       | 24                       | 18                       |
| 7                        | Chan Yung-Jan            | 5.570                    | 20                       | 36                       | 29                       |
| 8                        | Ielena Vesninà           | 5.275                    | 16                       | 7                        | 1                        |
| 9                        | Kristina Mladenovic      | 5.095                    | 22                       | 17                       | 8                        |
| 10                       | Iekaterina Makàrova      | 4.586                    | 10                       | 7                        | 3                        |
| 11                       | Timea Babos              | 4.580                    | 20                       | 21                       | 10                       |
| 12                       | Chan Hao-Ching           | 4.485                    | 27                       | 27                       | 15                       |
| 13                       | Carla Suárez Navarro     | 3.885                    | 14                       | 20                       | 7                        |
| 14                       | Caroline Garcia          | 3.860                    | 19                       | 26                       | 12                       |
| 14                       | Katarina Srebotnik       | 3.860                    | 21                       | 10                       | 5                        |
| 16                       | Garbiñe Muguruza         | 3.842                    | 14                       | 16                       | =                        |
| 17                       | Lucie Hradecka           | 3.720                    | 23                       | 22                       | 5                        |
| 18                       | Raquel Kops-Jones        | 3.650                    | 25                       | 12                       | 6                        |
| 18                       | Abigail Spears           | 3.650                    | 20                       | 12                       | 6                        |
| 20                       | Andrea Hlavackova        | 3.380                    | 20                       | 15                       | 5                        |

| Rànquing parelles WTA 2015 | Rànquing parelles WTA 2015            | Rànquing parelles WTA 2015 | Rànquing parelles WTA 2015 | Rànquing parelles WTA 2015 | Rànquing parelles WTA 2015 |
| Pos.                       | Parella                               | Punts                      | Torneigs                   | Ant.                       | Mov.                       |
| -------------------------- | ------------------------------------- | -------------------------- | -------------------------- | -------------------------- | -------------------------- |
| 1                          | Martina Hingis Sania Mirza            | 10.085                     | 15                         | −                          | Augment                    |
| 2                          | Bethanie Mattek-Sanks Lucie Šafářová  | 6.390                      | 8                          | −                          | Augment                    |
| 3                          | Casey Dellacqua Iaroslava Xvédova     | 5.111                      | 8                          | −                          | Augment                    |
| 4                          | Ielena Vesninà Iekaterina Makàrova    | 4.586                      | 10                         | 4                          | =                          |
| 5                          | Kristina Mladenovic Timea Babos       | 4.340                      | 18                         | 11                         | 6                          |
| 6                          | Chan Yung-Jan Chan Hao-Ching          | 3.705                      | 13                         | 13                         | 7                          |
| 6                          | Katarina Srebotnik Caroline Garcia    | 3.705                      | 18                         | −                          | Augment                    |
| 8                          | Raquel Kops-Jones Abigail Spears      | 3.380                      | 19                         | 6                          | 2                          |
| 9                          | Andrea Hlavackova Lucie Hradecka      | 3.130                      | 17                         | −                          | Augment                    |
| 10                         | Carla Suárez Navarro Garbiñe Muguruza | 3.100                      | 13                         | 8                          | 2                          |

#### Evolució número 1
| Tennista                  | Data inici | Data fi    | Setmanes |
| ------------------------- | ---------- | ---------- | -------- |
| Roberta Vinci Sara Errani | Final 2014 | 12 d'abril | 14       |
| Sania Mirza               | 13 d'abril | Final 2015 | 38       |

## Distribució de punts
| Categoria                        | G     | F     | SF   | QF                                                                   | R16                                                                  | R32                                                                  | R64                                                                  | R128                                                                 | Q                                                                    | Q3                                                                   | Q2                                                                   | Q1                                                                   |                                                       |
| Grand Slam (I)                   | 2000  | 1300  | 780  | 430                                                                  | 240                                                                  | 130                                                                  | 70                                                                   | 10                                                                   | 40                                                                   | 30                                                                   | 20                                                                   | 2                                                                    |                                                       |
| Grand Slam (D)                   | 2000  | 1300  | 780  | 430                                                                  | 240                                                                  | 130                                                                  | 10                                                                   | –                                                                    | 40                                                                   | –                                                                    | –                                                                    | –                                                                    |                                                       |
| WTA Finals (I)                   | 1500* | 1050* | 690* | (+70 per Round Robin Match; +160 per Round Robin Win)                | (+70 per Round Robin Match; +160 per Round Robin Win)                | (+70 per Round Robin Match; +160 per Round Robin Win)                | (+70 per Round Robin Match; +160 per Round Robin Win)                | (+70 per Round Robin Match; +160 per Round Robin Win)                | (+70 per Round Robin Match; +160 per Round Robin Win)                | (+70 per Round Robin Match; +160 per Round Robin Win)                | (+70 per Round Robin Match; +160 per Round Robin Win)                | (+70 per Round Robin Match; +160 per Round Robin Win)                | (+70 per Round Robin Match; +160 per Round Robin Win) |
| WTA Finals (D)                   | 1500  | 1050  | 690  | 460                                                                  | –                                                                    | –                                                                    | –                                                                    | –                                                                    | –                                                                    | –                                                                    | –                                                                    | –                                                                    |                                                       |
| WTA Premier Mandatory (96I)      | 1000  | 650   | 390  | 215                                                                  | 120                                                                  | 65                                                                   | 35                                                                   | 10                                                                   | 30                                                                   | –                                                                    | 20                                                                   | 2                                                                    |                                                       |
| WTA Premier Mandatory (64I/60I)  | 1000  | 650   | 390  | 215                                                                  | 120                                                                  | 65                                                                   | 10                                                                   | –                                                                    | 30                                                                   | –                                                                    | 20                                                                   | 2                                                                    |                                                       |
| WTA Premier Mandatory (28D/32D)  | 1000  | 650   | 390  | 215                                                                  | 120                                                                  | 10                                                                   | –                                                                    | –                                                                    | –                                                                    | –                                                                    | –                                                                    | –                                                                    |                                                       |
| WTA Premier 5 (56I/64Q)          | 900   | 585   | 350  | 190                                                                  | 105                                                                  | 60                                                                   | 1                                                                    | –                                                                    | 30                                                                   | 22                                                                   | 15                                                                   | 1                                                                    |                                                       |
| WTA Premier 5 (56I/54I, 48Q/32Q) | 900   | 585   | 350  | 190                                                                  | 105                                                                  | 60                                                                   | 1                                                                    | –                                                                    | 30                                                                   | –                                                                    | 20                                                                   | 1                                                                    |                                                       |
| WTA Premier 5 (28D)              | 900   | 585   | 350  | 190                                                                  | 105                                                                  | 1                                                                    | –                                                                    | –                                                                    | –                                                                    | –                                                                    | –                                                                    | –                                                                    |                                                       |
| WTA Premier 5 (16D)              | 900   | 585   | 350  | 190                                                                  | 1                                                                    | –                                                                    | –                                                                    | –                                                                    | –                                                                    | –                                                                    | –                                                                    | –                                                                    |                                                       |
| WTA Elite Trophy (I)             | 700*  | 440*  | 240* | (120 per cada victòria en la ronda Round Robin, 40 per cada derrota) | (120 per cada victòria en la ronda Round Robin, 40 per cada derrota) | (120 per cada victòria en la ronda Round Robin, 40 per cada derrota) | (120 per cada victòria en la ronda Round Robin, 40 per cada derrota) | (120 per cada victòria en la ronda Round Robin, 40 per cada derrota) | (120 per cada victòria en la ronda Round Robin, 40 per cada derrota) | (120 per cada victòria en la ronda Round Robin, 40 per cada derrota) | (120 per cada victòria en la ronda Round Robin, 40 per cada derrota) | (120 per cada victòria en la ronda Round Robin, 40 per cada derrota) |                                                       |
| WTA Premier (56I)                | 470   | 305   | 185  | 100                                                                  | 55                                                                   | 30                                                                   | 1                                                                    | –                                                                    | 25                                                                   | –                                                                    | 13                                                                   | 1                                                                    |                                                       |
| WTA Premier (32I)                | 470   | 305   | 185  | 100                                                                  | 55                                                                   | 1                                                                    | –                                                                    | –                                                                    | 25                                                                   | 18                                                                   | 13                                                                   | 1                                                                    |                                                       |
| WTA Premier (16D)                | 470   | 305   | 185  | 100                                                                  | 1                                                                    | –                                                                    | –                                                                    | –                                                                    | –                                                                    | –                                                                    | –                                                                    | –                                                                    |                                                       |
| WTA International (32I/32Q)      | 280   | 180   | 110  | 60                                                                   | 30                                                                   | 1                                                                    | –                                                                    | –                                                                    | 18                                                                   | 14                                                                   | 10                                                                   | 1                                                                    |                                                       |
| WTA International (32I/16Q)      | 280   | 180   | 110  | 60                                                                   | 30                                                                   | 1                                                                    | –                                                                    | –                                                                    | 18                                                                   | –                                                                    | 12                                                                   | 1                                                                    |                                                       |
| WTA International (16D)          | 280   | 180   | 110  | 60                                                                   | 1                                                                    | –                                                                    | –                                                                    | –                                                                    | –                                                                    | –                                                                    | –                                                                    | –                                                                    |                                                       |

- (*) Assumint cap derrota en la fase Round Robin.

## Retirades
Llista de tennistes importants que han anunciat la seva retirada durant aquesta temporada:
- Flavia Pennetta (Bríndisi, 25 de febrer de 1982). Professional des del 2000, va arribar al número 6 del rànquing individual el 28 de setembre de 2015 i al número 1 en dobles el 28 de febrer de 2011. Va guanyar 11 títols individuals, 17 de dobles i quatre Copa Federació amb l'equip italià. En el seu palmarès destaca el US Open 2015 individual esdevenint la primera vencedora d'un títol de Grand Slam amb més de 30 anys, en dobles, va guanyar l'Open d'Austràlia 2011 i va disputar dos finals més del US Open (US Open 2005 i US Open 2014). El seu darrer partit fou als WTA Finals.[3]
- Lisa Raymond (Norristown, 10 d'agost de 1973). Professional des del 1989, va arribar al número 15 del rànquing individual el 20 d'octubre de 1997 i al número 1 en dobles el 12 de juny de 2000. Va guanyar un total de 4 títols individuals, 79 de dobles femenins i 5 de dobles mixtos. Com a especialista de dobles destaquen els 11 títols de Grand Slam, 6 en dobles femenins i 5 en dobles mixts, esdevenint una de les poques tennistes que ha completat el Grand Slam en dobles femenins, i també la medalla de bronze en els Jocs Olímpics de Londres 2012 en categoria de dobles mixtos. El seu darrer partit fou al US Open 2015.[4]